# Ичан
Ичан е град в провинция Хубей, Китай с население от 4 059 686 жители (2010 г.). Намира се в централноизточен Китай. Разположен е от двете страни на река Яндзъ. Разполага с жп гара, пристанище и университет в който се обучават над 20 000 студенти.